# 内克塔内布二世
内克塔内布二世（英語：Nectanebo II）埃及第三十王朝末任法老（公元前360年—公元前343年在位），也是最后一个埃及本土出身的法老，于斯巴达国王阿格西劳斯二世协助下篡夺塔科斯王位。他最强大的对手是波斯国王亞他薛西斯三世。波斯人曾入侵埃及失败，后卷土重来，横扫腓尼基和巴勒斯坦，并深入尼罗河三个入海口，一举控制埃及。内克塔内布二世先逃至孟斐斯，继又逃至上埃及，此后不知所终。